# روم (لبنان)
روم (انگلیسی: Roum, Lebanon) یک شهرک در شهرستان جزین و در کشور لبنان است.